# Phương Chiểu
Phương Chiểu là một xã thuộc thành phố Hưng Yên, tỉnh Hưng Yên, Việt Nam.

## Địa lý
Xã Phương Chiểu có vị trí địa lý:
- Phía đông và đông bắc giáp huyện Tiên Lữ
- Phía tây và phía nam giáp xã Hồng Nam
- Phía bắc giáp xã Liên Phương.

Xã Phương Chiểu có diện tích 2,54 km², dân số năm 2019 là 5.253 người, mật độ dân số đạt 2.071 người/km².
Phương Chiểu có đường quốc lộ 39B chạy qua theo hướng Tây-Đông, nối Hưng Yên với Thái Bình.

## Lịch sử
Ngày 6 tháng 8 năm 2013, Chính phủ ban hành Nghị định 95/NQ-CP về việc điều chỉnh toàn bộ diện tích tự nhiên và nhân khẩu của xã Phương Chiểu thuộc huyện Tiên Lữ về thành phố Hưng Yên quản lý.